# Hidroelektrana Rama
Hidroelektrana Rama je derivacijsko-akumulacijska hidroelektrana koja se nalazi u Hercegovačko-neretvanskoj županiji, BiH. Najveća je u hidroelektrana u energetskom sustavu JP Elektroprivrede Hrvatske zajednice Herceg Bosne d.d. Mostar. 
Sama strojarnica se nalazi u blizini magistralnog puta M16, između Prozora i Jablanice, a akumulacija (Ramsko jezero) se nalazi u kotlini Gornja Rama pored grada Prozora.
Ispitivanja na terenu su počela 1947., a radovi na brani počinju 28. siječnja 1966. Radove su izvodile tvrtke: "Geoistraga", "Energoinvest" te "Hidrogradnja" iz Sarajeva, "Geotehnika" i "Rade Končar" iz Zagreba, "Konstruktor" Split, "Tunelogradnja" Beograd, "Litostroj" Ljubljana, "Metalna" Maribor, "Hidromontaža" Maribor, kao i čitav niz drugih poduzeća. U pogon je puštena 1968.
Izgradnjom akumulacije potopljeno je 15,5 kvadratnih kilometara zemljišta, 1.147 raznih objekata i izravno iseljena 283 kućanstva s 1744 člana. Iseljenički val koji je nastao potapanjem Rame iselio je 752 obitelji s 2939 članova.
Dovodni kanal je dužine 9.487 metara i promjera 5 metara. Podzemna strojarnica se nalazi na lokaciji Marina pećina, na dubini od 670 metara. Visina brane je 103 metra, a dužina u kruni 230 metara. Kruna se nalazi na 598 Mnm.
Instalirana snaga iznosi 160 MW, na dva instalirana agregata s Francis turbinama, pojedinačne maksimalne snage 86 MW te dva generatora po 80 MW. Srednja godišnja proizvodnja iznosi 650 GWh.
Hidroelektranom upravlja i održava ju Elektroprivreda Hrvatske zajednice Herceg Bosne.

## Tehničke karakteristike
- Broj agregata: 2
- Tip turbine: Francis
- Proizvođač: Litostroj
- Tip generatora: trofazni sinkroni
- Proizvođač: Končar
- Prividna snaga: 90+90 MVA
- Instalirana snaga: 80+80 MW
- Tehnički minimum 55+55 MW
- Snaga na pragu: 159,4 MW
- Instalirani protok: 32+32 m³/s
- Srednji protok: 34 m³/s
- Srednji specifični potrošak vode: 33,1 m³/kWh
- Srednja godišnja proizvodnja: 650 GWh
- Geometrijski volumen akumulacijskoga bazena: 487 hm3
- Korisni volumen akumulacijskog bazena: 466 hm3
- Kota gornje vode:
  - maksimalna 595 Mnm
  - minimalna 536 Mnm
- Maksimalni neto pad: 312,5 m
- Konstrukcijski pad: 285 m
- Minimalni neto pad: 266 m
- Energetska vrijednost korisnog volumena akumalacijskoga bazena (GWh) 303,0

## Vanjske poveznice
- Podatci o HE Rama na stranicama Elektroprivrede HZHB[neaktivna poveznica]
- Rama-Prozor.TV ...jer volim Ramu!  Arhivirana inačica izvorne stranice od 20. studenoga 2012. (Wayback Machine)
  - Izgradnja hidroelektrane Rama (I. dio)  Arhivirana inačica izvorne stranice od 17. svibnja 2009. (Wayback Machine)
  - Izgradnja brane II. dio[neaktivna poveznica]